# 洛阿雷
洛阿雷（西班牙語：Loarre），是西班牙阿拉贡自治区韦斯卡省的一个市镇。总面积74.6平方公里，总人口332人（2017年），人口密度4人/平方公里。
堪称西班牙最古老的洛阿雷城堡位于该镇。它曾出现在2005年史诗电影《天国王朝》中。

## 友好城市
- 法國 圣洛朗布列塔尼[2]

## 图集

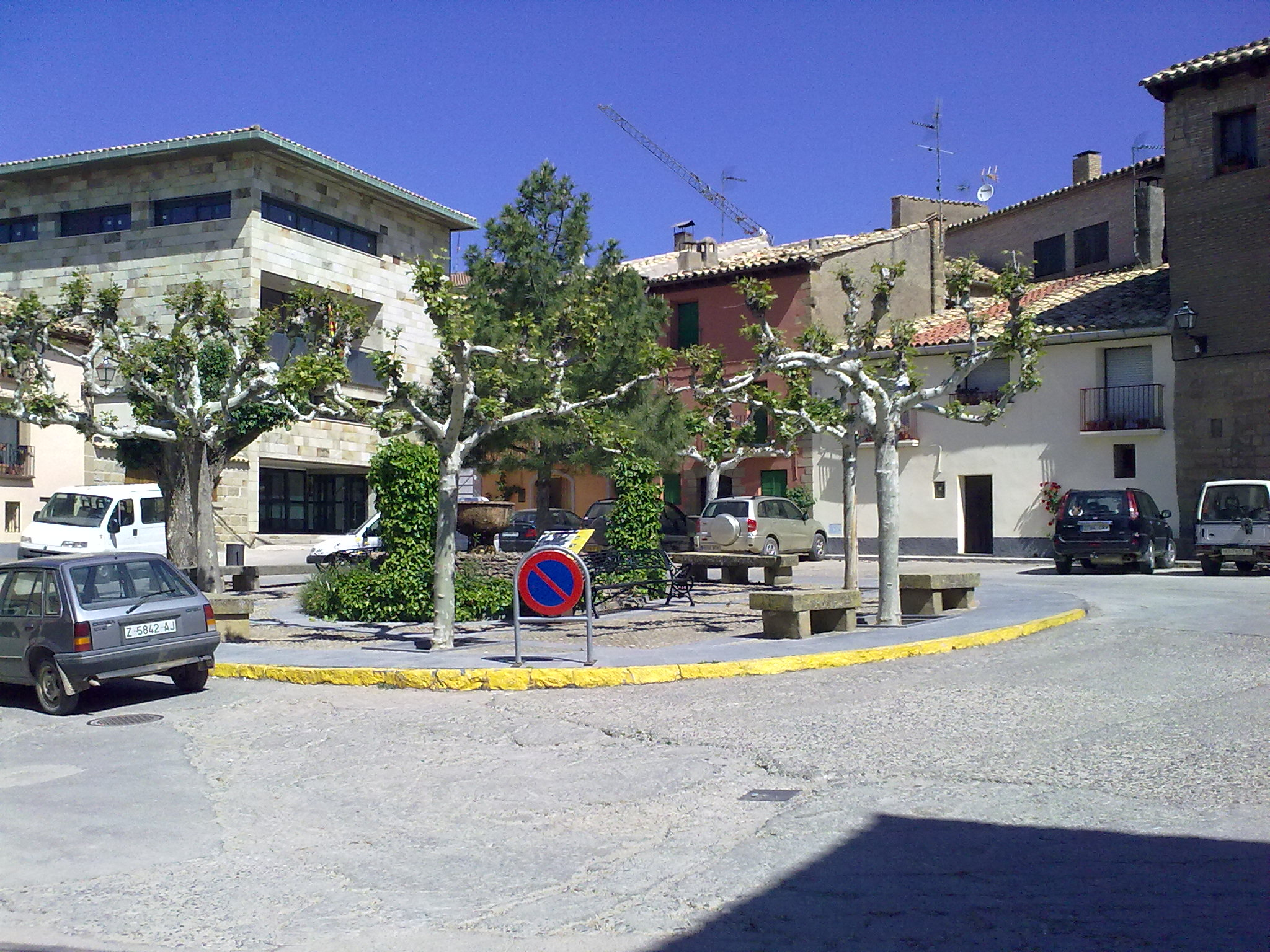
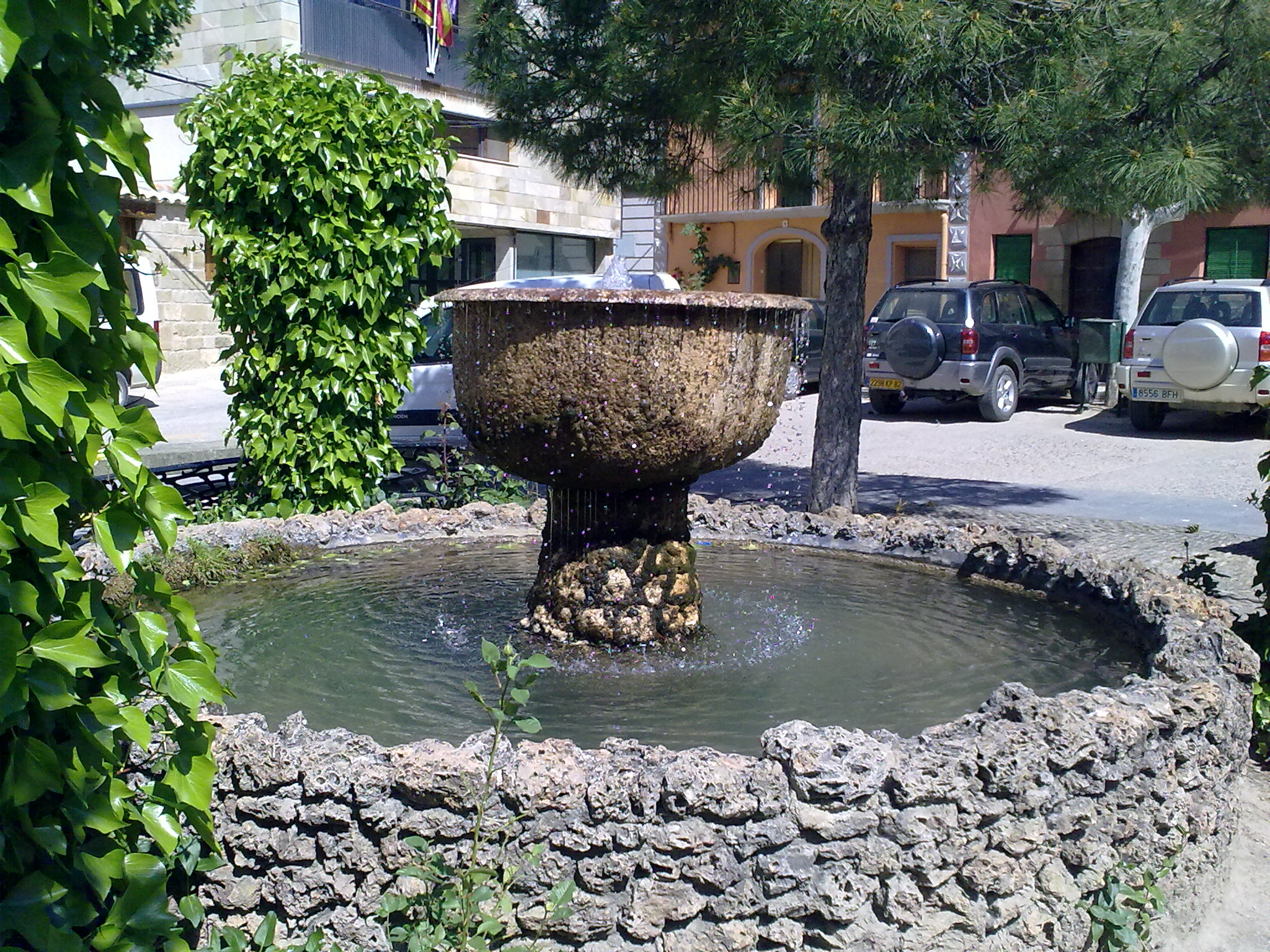
喷泉
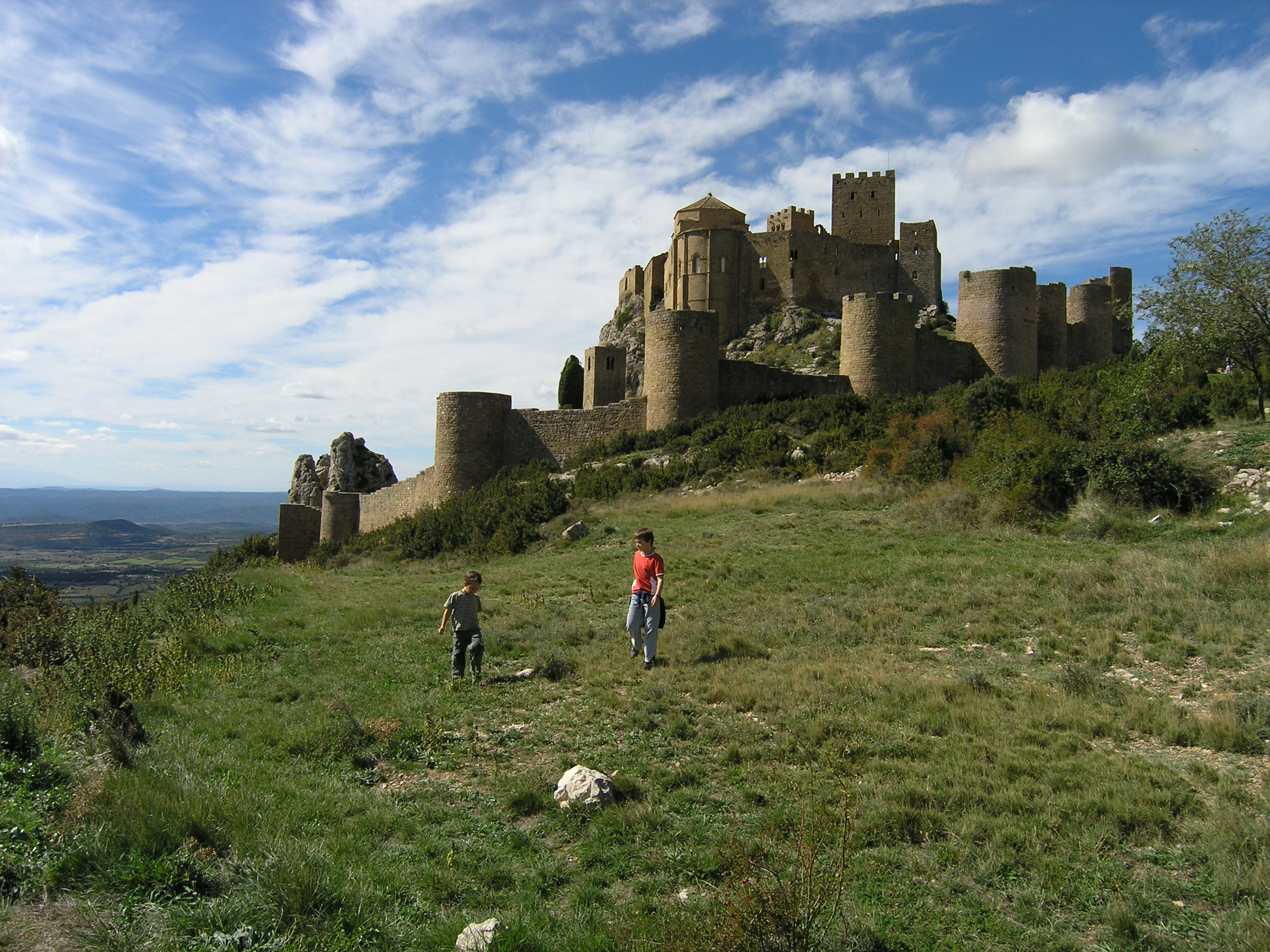
洛阿雷城堡
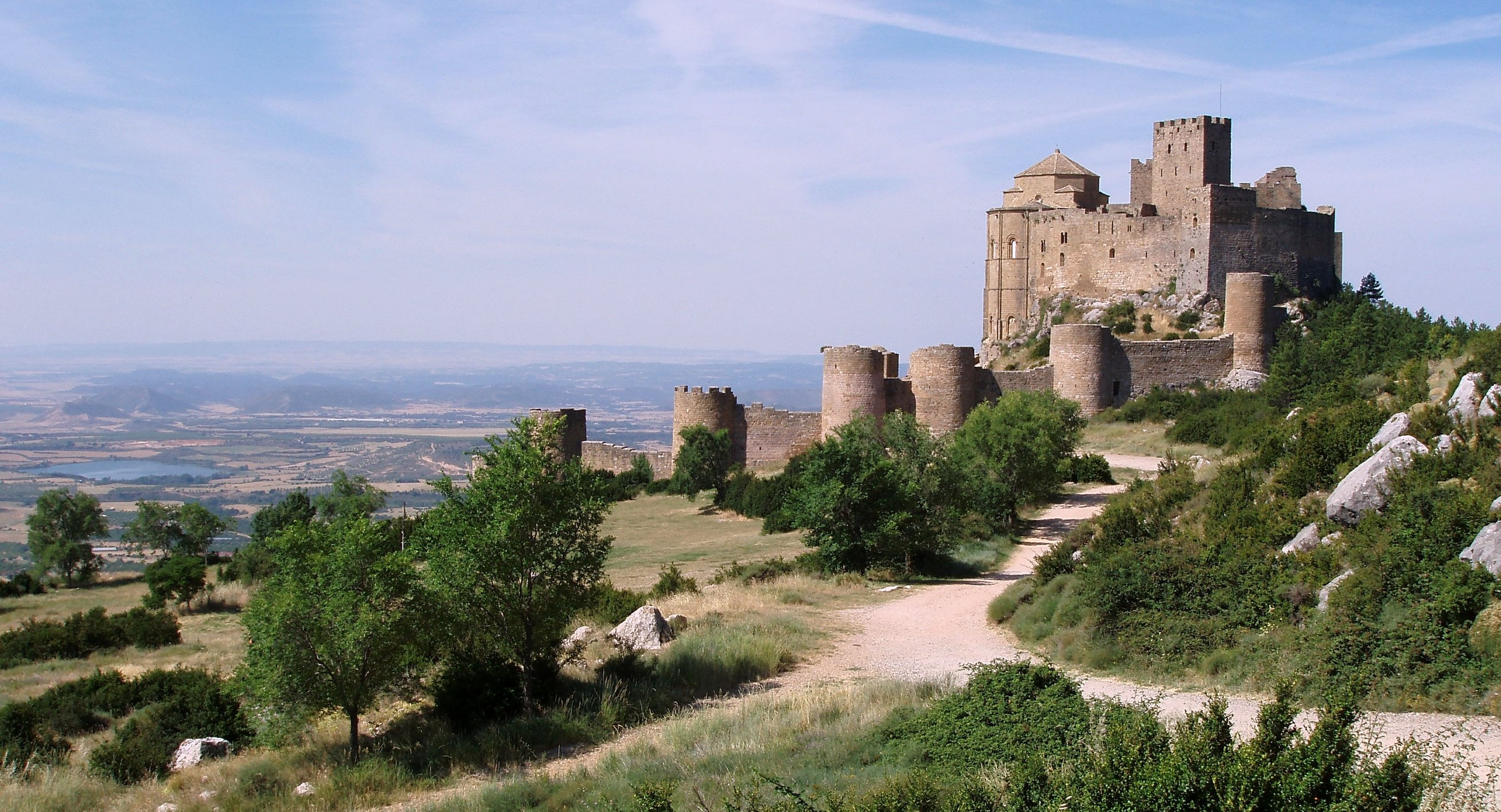
洛阿雷城堡